# Govaert Maartensz Oostwoud
Govaert Maartensz Oostwoud (Oostwoud, 1671 - Hem, 1 september 1723) was een zeventiende-eeuwse Nederlandse cartograaf, wiskundige, landmeter en onderwijzer. Hij was de vader van Jacob Oostwoud.
Via Pieter Rembrantsz van Nierop kwam hij in het bezit van de originele brieven van Dirck Rembrantsz van Nierop. Deze brievenverzameling heeft hij aanzienlijk weten uit te breiden. Bestemd als schipper, zwoer hij dit leven tijdens zijn eerste reis met een schipbreuk af. Via bemiddeling van Stadhouder Willem lll verkreeg hij een benoeming tot onderwijzer in Hem, Noord-Holland.